# Ракетен катер
Ракетен катер е клас бързоходен, малък боен кораб, чието основно въоръжение е ракетното оръжие.

## История на развитието
Според различни източници, първата страна, която започва проектирането и строежа на ракетни катери е СССР. Официално първият ракетен катер е приет на въоръжение 1960 г. Това са маневрените, скоростни катери 183Р „Комар“. Те са въоръжени с 2 ракети. Следва проекта 205 („Osa“ по класификация на НАТО), вече с 4 ракети П-15.
Втората страна, която придобива собствени ракетни катери, е Израел, за основа е взет проектът на немския торпеден катер тип „Ягуар“, катерите са строени във Франция, ракетното въоръжение е израелска разработка. Това са катерите тип „Саар“, които влизат в строй в 1967 – 1968 г.

## Първо бойно използване
На 21 октомври 1967 г. израелският есминец „Ейлат“ с водоизместимост от 1710 тона е потопен с четири ракети П-15, изстреляни от египетски ракетни катери от типа „Комар“ по лична заповед на президента Насер в отговор на унищожаването на два торпедни катера от израелския есминец и два торпедни катера три месеца по-рано. Това е първият случай на бойно използване на противокорабни ракети, изстреляни от ракетен катер. Той показал, че ракетните катери са действащо оръжие в съвременната война и подтиква и другите страни към създаването на собствени ракетни катери и противокорабни ракети.

## Конструкция
Първоначално ракетните катери представлявали преоборудвани торпедни. Способът „свали торпедата – постави ракети“ е общ при строителството на всички типове. В хода на експлоатацията обаче се оформят нови изисквания.
1. Основното оръжие – ракетата – е по-чувствително към условията на съхранение и използване. Затова се наложило създаването на пускови установки, които са специализирани за корабните условия. Например, катерът от проекта 183Р носи ракетите си в хангари.[2] Проектът 205/205У в хода на модификации сменя хангарите с контейнери, осигуряващи на ракетите приемлив климат. Налага се и използването на системи за контрол на климата. Съответствено, пусковите установки стават по-тежки и обемни.
2. При старта на ракетата се образуват реактивни газове. Появява се необходимост за отвеждането им и защита на екипажа и основните системи. Изменя се конструкцията на надстройките и участъци от палубата.
3. Далечината на действие на ракетите означава, че пусковете им са основно зад пределите на визуално наблюдение. Задължително става поставянето на радари за засичане на целите и система за управление на оръжието.

В новите проекти ракетни катери започва да се използва системният подход, разглеждайки катера и оръжието като взаимосвързани части на едно общо цяло. Нараства водоизместимостта и общото тегло на спомагателните механизми, подсигуряващи електрониката. Последващо развитие на класа са ракетните корвети (например, израелският „Саар 5“), а в СССР/Русия малки ракетни кораби (проекти 1234, 1240, 1241 и пр.) 

## Тактика
Още първото бойно използване показва, че новото оръжие коренно променя тактиката на боя и първоначалните планове за неговото използване по море. Положено е началото на ново направление на тактическата мисъл, пренесен впоследствие и в другите родове войски: понятието морски бой губи традиционния си смисъл, присъщ му от зараждането на войната по море.
Превъзходството на настъпателния потенциал на носителя на ракети е много повече от отбранителни, оцеляването след ответния удар е крайно съмнително. Морският бой като въздействие върху противника и отбрана от неговите въздействия вече е нерационален и започва да се избягва. Основен способ вече е ударът – използването на оръжията без влизане в зоната на противодействие на противника.
Например, „Ейлат“ е потопен от катерите, които даже не са напускали залива на Александрия.
Съответно, стълкновението на приблизително равни по възможности противници (като ракетни катери или кораби) стават също нехарактерни. В тези случаи, когато се стават, преимущество има тази страна, която първа установява контакт и произвежда стрелба.
Типични стават стълкновенията между разнородни сили: катери и транспорти, авиация и катери, и т.н. Косвено признание на високата ударна мощ на ракетните катери е фактът, че много флотове създават специални програми и даже родове сили за борба с тях. Например, в съветските/руските ВМС Балтийският и Черноморският флотове имат щурмова авиация.
С появата на средства за радиоелектронно противодействие (борба) (РЕП или РЕБ) в тактиката се отразяват изменения с отчитането на тяхната ефективност. Катерите западна постройка (Германия, Израел и т. д.) основавайки се на превъзходството на своите средства за РЕБ, допускат не само изпреварващ, но и ответен удар. Така например, сражението при Латакия показва, че подобна тактика е оправдана, докато мерките за РЕБ са ефективни.
Тактиката за ракетните катери, разработена в СССР, поставя ударение на внезапната и масирана сила. Разчетът се прави на насищане на противоракетната отбрана на противника с цели, които тя да няма възможност ефективно да отрази.
В типичния сценарий катерите и малките ракетни кораби (МРК) атакуват крайбрежния конвой със сили до бригада. На стадия сближаване бригадата в строй паралелни колони по дивизионно се движи успоредно на брега, използвайки маскировка. Строят се избира така, че единиците (като правило МРК), имащи ракети с най-голямата далекобойност, да са в най-отдалечената от противника колона. По сигнал на командира на бригадата, колоните всички изпълняват „завой всички срещу противника“ и със строй паралелни фронтове на пределна скорост се сближават на далечина на пуска. Пускът се прави на залпове, с разчет долитане на всички ракети към целите едновременно.

## Развитие
Съвременните ракетни катери съхраняват малката водоизместимост (100 – 500 t) и високата скорост (30 – 50 възела). Типичното им въоръжение е: 4 контейнера противокорабни ракети и малокалибрена артилерия (20 – 40 mm). Като правило се разчита на динамичния принцип на плаваемост – катерите се строят глисиращи или на подводни криле, по-рядко на въздушна възглавница или на екранен ефект.
Има и тенденция към ръст на водоизместимостта, усилване на въоръженията и средствата за защита. Срещат се образци, гранични с корветите или с малките ракетни кораби, например израелския тип „Саар 5“. Друга тенденция е стремеж да се икономиса от издръжката и експлоатацията – ракетното оръжие частично или напълно се сваля за съхранение на брега, а катерите се преоборудват за патрулна/охранителна служба.
По тези причини в западната класификация катерите и корветите често са обединени в общ клас: леки ударни сили (на английски: Fast Attack Craft, FAC).

### Типични представители
Израел: катерите са характерни с голямото число на ракетите.
Катерите от типа „Хец“ (Саар 4,5) имат:
Водоизместимост: 488 t, Размери: 61,7 x 7,62 x 2,76 t, скорост 30 възела, четивална дизелна СУ, с мощност 16 376 к.с., екипаж 50 души, въоръжение: 4 ракети „Харпун“; 6 „Габриел-III“; зенитно-ракетен комплекс „Барак“ (вертикална ПУ за 32 ракети); 1х76 mm универсална артустановка „OTO“; 1х20 mm зенитна артустановка „Фаланкс“; 2х20 mm зенитни автомата; 4х12,7 mm картечници.
Германия Катери тип 143:
Водоизместимост: 390 t, размери: 57,6 x 7,76 x 2,56 m, скорост 32 възела, четивална дизелна СУ, s мощност 16 000 к.с., екипаж 34 души, въоръжение: 4 ракети „Eкзосет“ MM38; 1х76 mm универсална артустановка „OTO“; 1 ракетен комплекс за самоотбрана RAM (21 ракети).
Швеция
Катери от типа „Спика-II“ (на шведски: Spica-II):
Водоизместимост: 230 t, размери: 43,6 x 7,1 x 1,6 m, скорост 40 възела, тривална газотурбинна СУ, с мощност 12 900 к.с., екипаж 27 души, въоръжение: 4 ракети „RBS-15“; 1х57 mm/70 универсална артустановка; 2x533 mm (21") еднотръбни торпедни апарата. Проекта предвижда бързо преоборудване във вариант с 8 ракети или с 4 ТА, или в патрулен без ракети, или в минен заградител (30 мини).
СССР
Катери проект 205:
Водоизместимост: 205 t, размери: 38,6 x 7,6 x 2,6 m, скорост 35 възела, тривална дизелна СУ, с мощност 8000 к.с., екипаж 26 души, въоръжение: 4 ракети „П-15“, 2х30 mm сдвоени ЗАУ „АК-230“.
Основни тенденции в развитието на ракетните катери са:
- Системният подход, където главният елемент остава оръжието. Катерът се строи около ракетите. Предвиждат се възможности за преход към новите образци ракети, когато те станат достъпни.
- Широко използване на активни и пасивни средства за РЕБ.
- Търсене на пътища за повишаване на скоростта, в т.ч. използване на нови принципи на плаваемост. Например, съветския/руски катер на подводни криле от проекта 1240 или американския от типа „Пегас“, или норвежкия катер на въздушна възглавница „Скьолд“.
- Създаване на специални серии, предназначени за експорт – с учет намаляване на стойността и използването им в локални конфликти.

## Разпространение
Голяма ударна мощ при скромна стойност прави ракетните катери крайно привлекателни, особено за малките флотове. Към 2008 г. те или ракетните корвети, са на въоръжение в 69 страни в света, в т.ч. и близкоизточни. Като 19 от тези страни имат по 10 или по-малко бойни кораба, включително катерите. Точното число на катерите е трудно за пресмятане, като заради честото им преоборудване, така и заради особеностите на националните класификации, то се колебае в пределите 450÷520 единици.
Обаче повечето кораби са вносни и се строят всичко на всичко от няколко страни: Израел, Германия, Русия, Швеция, Китай, Италия, Великобритания. Или тези страни дават лиценз за строителство на свои проекти на места. Особено положение има Япония, строяща усъвършенствани версии на италианските катери от типа „Спарвиеро“.
САЩ, по вътрешнополитически съображения, ограничават своята програма за ракетни катери до 6 единици от типа „Пегас“, но и те от 1993 година се числят в резерва.